# Morène
Hydrocharis morsus-ranae
Espèce
Classification phylogénétique
Statut de conservation UICN

 LC  : Préoccupation mineure
La Morène (Hydrocharis morsus-ranae) encore appelée petit nénuphar, grenouillette, morène des grenouilles, Hydrocharide grenouillette ou hydrocharis des grenouilles est une plante aquatique de la famille des Hydrocharitaceae. Originaire d'Europe, d'Afrique du Nord et d'Asie où elle est menacée et protégée par endroits, elle a été introduite en Amérique du Nord où, à l'inverse, elle est considérée comme une espèce envahissante.

## Description
C'est une plante flottante stolonifère, aux feuilles cordiformes, aux fleurs femelles solitaires, aux fleurs mâles en petites inflorescences pédonculées (jusqu'à 4 fleurs).

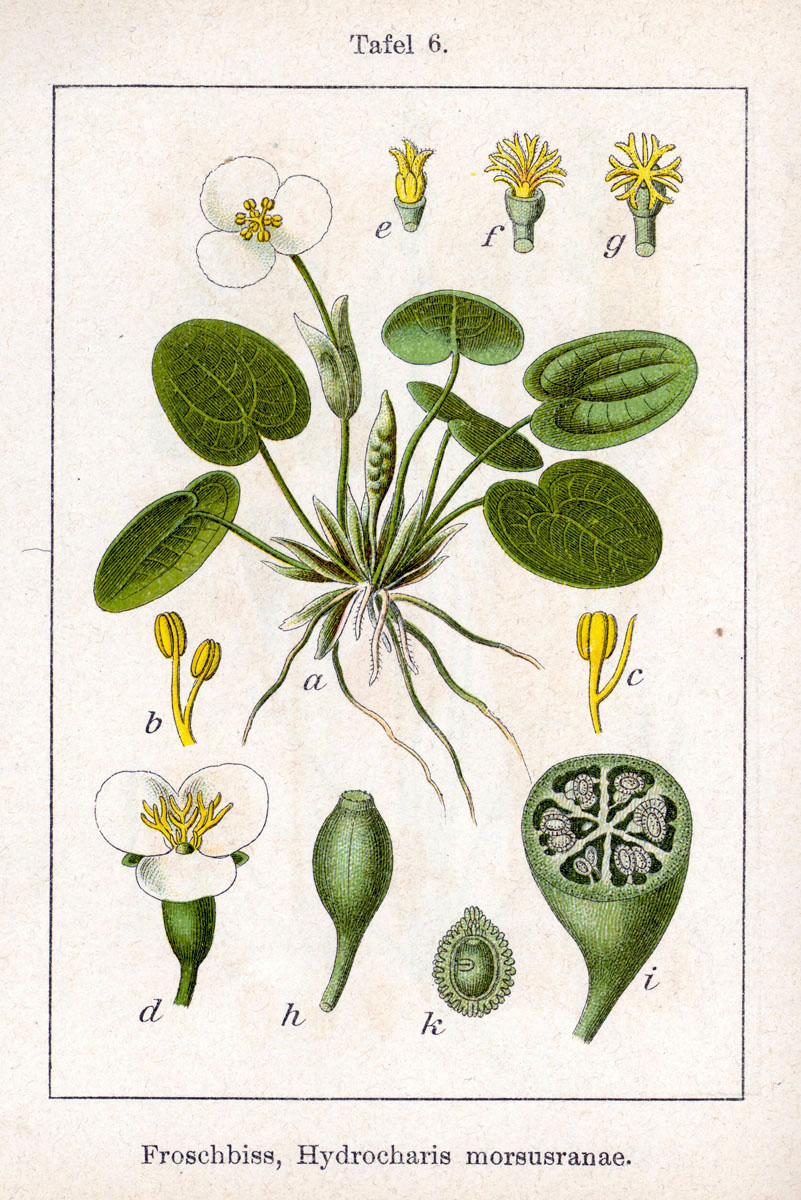
Morène
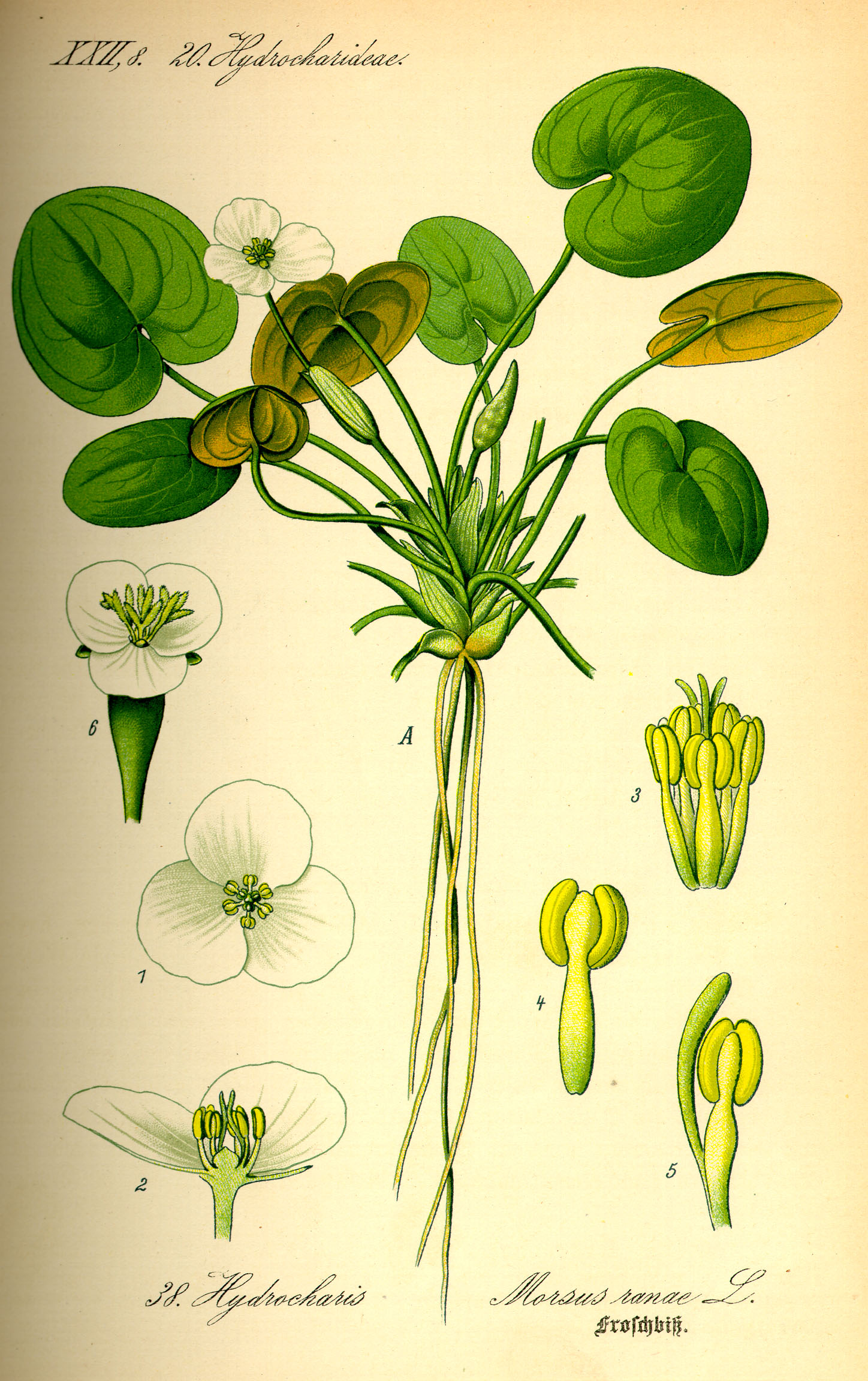
Morène
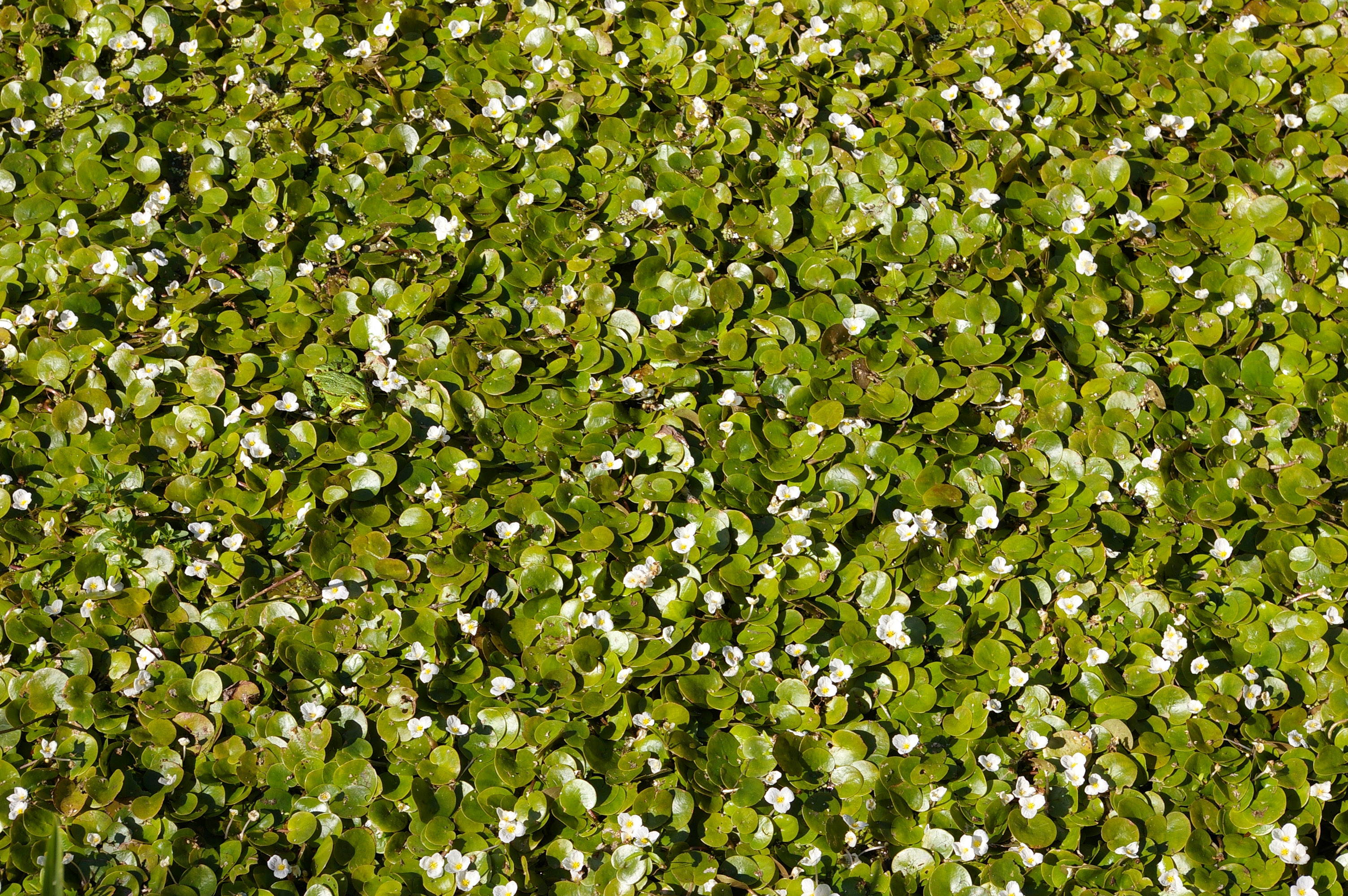
Hydrocharis morsus-ranae

## Caractéristiques
Organes reproducteurs
- Type d'inflorescence : cyme bipare
- Répartition des sexes :  dioïque
- Type de pollinisation :  entomogame
- Période de floraison :  juin à août

Graine
- Type de fruit : baie
- Mode de dissémination : hydrochore

Habitat et répartition
- Habitat type : herbiers dulcaquicoles, des eaux stagnantes peu profondes
- Aire de répartition : eurasiatique

Données d'après : Julve, Ph., 1998 ff. - Baseflor. Index botanique, écologique et chorologique de la flore de France. Version : 23 avril 2004. 

## Protection dans son aire d'origine
Cette plante est protégée en Algérie. Elle l'est également dans certaines régions françaises.

## Espèce envahissante
L’hydrocharide grenouillette est une espèce exotique envahissante en Amérique du Nord, elle entre en compétition pour la lumière avec les autres plantes submergées. L'Hydrocharide grenouillette réduit le taux d’oxygène dans l’eau au détriment de la vie aquatique quand des grandes étendues de cette plante meurent et se décomposent.
Les tapis denses de l’hydrocharide grenouillette peuvent boucher les canaux de drainage et les systèmes d’irrigation puis menacer les récoltes et perturber les activités récréatives comme la navigation de plaisance et la baignade.

## Liens externes

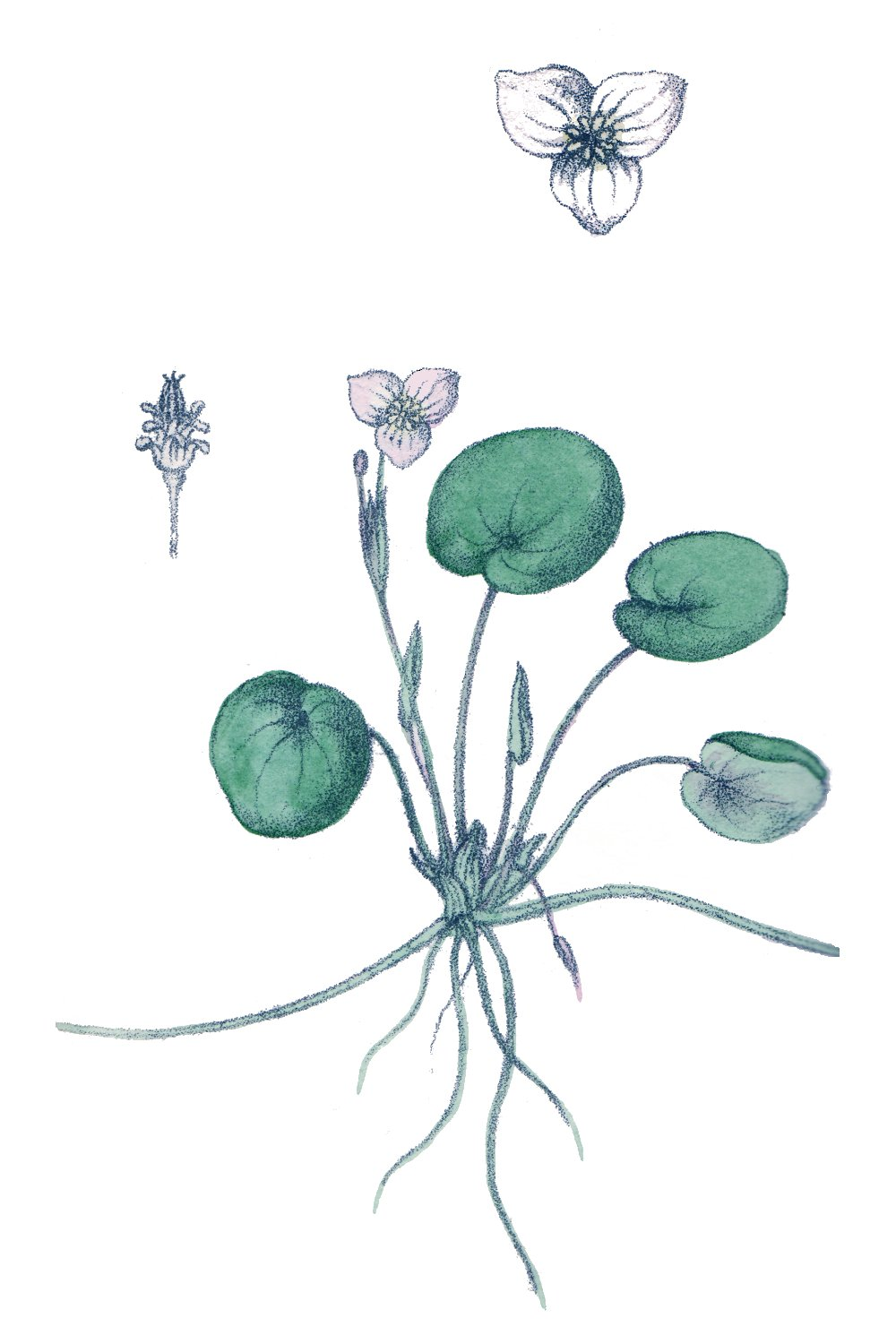
Hydrocharis morsus-ranae